# Psychomyia denisi
Psychomyia denisi är en nattsländeart som beskrevs av Schmid 1997. Psychomyia denisi ingår i släktet Psychomyia och familjen tunnelnattsländor. Inga underarter finns listade i Catalogue of Life.